# Норт Ричланд Хилс (Тексас)
Норт Ричланд Хилс (енгл. North Richland Hills) град је у америчкој савезној држави Тексас. По попису становништва из 2010. у њему је живело 63.343 становника.

## Демографија
Према попису становништва из 2010. у граду је живело 63.343 становника, што је 7.708 (13,9%) становника више него 2000. године.
| Група             | 2000.          | 2010.          |
| Белци             | 46.255 (83,1%) | 47.290 (74,7%) |
| Афроамериканци    | 1.501 (2,7%)   | 3.031 (4,8%)   |
| Азијати           | 1.475 (2,7%)   | 1.770 (2,8%)   |
| Хиспаноамериканци | 5.276 (9,5%)   | 9.906 (15,6%)  |
| Укупно            | 55.635         | 63.343         |